# لاینینگن (آلمان)
لاینینگن (به آلمانی: Leiningen) یک شهر در آلمان است که در راین-هونسروک واقع شده‌است. لاینینگن ۷۸۵ نفر جمعیت دارد.